# Ulica Grzegorza z Sanoka w Sanoku
Ulica Grzegorza z Sanoka w Sanoku – ulica w dzielnicy Śródmieście miasta Sanoka.
Biegnie od zbiegu z ulicą Tadeusza Kościuszki w stronę północną do placu św. Michała.

## Historia i opis
Uchwałą Rady Miejskiej z 28 stycznia 1904 nazwano dotychczasowy Plac Panny Marii i ulicę Szeroką razem jako „ulicę Grzegorza z Sanoka”. W maju 1904 sanocki lekarz dr Karol Zaleski wysunął propozycję ufundowania pomnika Grzegorza z Sanoka na istniejącym tamże Placu Panny Marii (wówczas zapowiadano dopiero ustanowienie ulicy Grzegorza z Sanoka). W późniejszym czasie Towarzystwo Upiększania miasta Sanoka zbierało fundusze na budowę pomnika.
Po wybuchu II wojny światowej w okresie okupacji niemieckiej ulica została przemianowana na Horst Wessel Gasse.
W połowie jej przebiegu od strony zachodniej zbiega się z ulicą Ks. Prałata Adama Sudoła.

## Zabudowa ulicy
W południowej części obecnej ulicy istniał w przeszłości kościół Najświętszej Marii Panny (od XIV do XVIII wieku).
- Na początku ulicy przylega do niej wschodnią ścianą budynek przy ul. Tadeusza Kościuszki 4
- Kamienica pod numerem 2, tzw. „Ramerówka” wzgl. „Arkady” (do 1939 pod adresem Tadeusza Kościuszki 2[8]). Budynek został wpisany do gminnego rejestru zabytków miasta Sanoka, opublikowanego w 2015[9].
  - Przy jej zachodniej ścianie w 1905 utworzono skwer Plac Marii, później zlikwidowany. Po prowadzonych wykopaliskach archeologicznych w 2014 teren byłego Placu Marii zyskał nowy wygląd. W tym miejscu w przeszłości ustanawiano pomniki:
    - Pomnik dla uczczenia 300-lecia unii lubelskiej (1569–1869), umieszczony 11 sierpnia 1869[10]. W składzie komitetu budowy pomnika i obchody tego wydarzenia w Sanoku organizowali Jan Zarewicz, Karol Pollak, Szymon Drewiński, Saul Pinales[11].
    - Kamień 1000-lecia odsłonięty 24 kwietnia 1960.
- Kamienica pod numerem 3. Budynek został wpisany do gminnego rejestru zabytków miasta Sanoka, opublikowanego w 2015[12].
- Kamienica pod numerem 4. Budynek został wpisany do gminnego rejestru zabytków miasta Sanoka, opublikowanego w 2015[13].
- Budynek pod numerem 5, plebania parafii Przemienienia Pańskiego w Sanoku[14] (została tam przeniesiona 15 kwietnia 1989 z siedziby w kamienicy przy ówczesnej ul. J. Dąbrowskiego[15]). Za wykonanie projektu odpowiadał inż. Bogusław Hofbauer, zaś budynek zyskał przydomek „sanocki belweder”[16].
- Kościół Przemienienia Pańskiego, jego wschodnia część przylega do końcowej części ulicy.
- Kamienica pod numerem 8. Budynek wpisany do gminnego rejestru zabytków miasta Sanoka, opublikowanego w 2015[13].
- Kamienica pod numerami 10 i 12. Budynek wpisany do gminnego rejestru zabytków miasta Sanoka, opublikowanego w 2015[13]. W przeszłości w kamienicy pod obecnym numerem 12 istniał balkon, w którego zdobieniu umieszczona była data 1880[17]. W częćci parterowej budynku powstał punk handlowy przedsiębiorstwa Beef-San.

Inne:
- Na początku XX wieku przy ulicy funkcjonował magazyn augmentacyjny 45 Pułku Piechoty[18].
- Do połowy 1912 przy ulicy istniało stanowisko fiakrów, przeniesione w tym czasie na Rynek[19].
- W 1932 przy ulicy Grzegorza z Sanoka swoją siedzibę miała Gmina Żydowska[20].

W przeszłości do gminnej ewidencji zabytków Sanoka zostały wpisane budynki przy ulicy Grzegorza z Sanoka pod numerami: 2, 3, 4. Do gminnego rejestru zabytków miasta Sanoka, opublikowanego w 2015, został wpisany budynek pod numerami 2, 3, 4, 8, 10 i 12 ulicy.